# Sint-Donatuspark
Sint-Donatuspark är en park i Belgien. Den ligger i provinsen Flamländska Brabant och regionen Flandern, i den centrala delen av landet, 25 km öster om huvudstaden Bryssel. Sint-Donatuspark ligger 43 meter över havet.
Terrängen runt Sint-Donatuspark är platt. Runt Sint-Donatuspark är det tätbefolkat, med 266 invånare per kvadratkilometer.. Närmaste större samhälle är Leuven, 0,46 km norr om Sint-Donatuspark.
Runt Sint-Donatuspark är det i huvudsak tätbebyggt.